# Oroszvágás
Oroszvágás (1899-ig Orosz-Poruba, szlovákul: Ruská Poruba) község Szlovákiában, az Eperjesi kerület Homonnai járásában.

## Fekvése
Homonnától 31 km-re északnyugatra fekszik.

## Története
1454-ben említik először.
A 18. század végén Vályi András így ír róla: „Orosz Poruba. Orosz falu Zemplén Vármegyében, földes Urai több Uraságok, lakosai leginkább ó hitüek, fekszik Szacsurhoz közel, mellynek filiája, határja ollyan, mint Polenáé, harmadik osztálybéli.”
Fényes Elek 1851-ben kiadott geográfiai szótárában így ír a faluról: „Poruba (Orosz), orosz falu, Zemplén vgyében, Sztropkó fil., 231 g. kath., 6 ref., 3 zsidó lak., 636 hold szántóföld, gör. kath. templom. F. u. Jékelfalussy. Ut. p. Komarnyik.”
Borovszky Samu monográfiasorozatának Zemplén vármegyét tárgyaló része szerint: „Oroszvágás, azelőtt Oroszporuba, ruthén kisközség 48 házzal és 329 gör. kath. vallású lakssal. Postája Homonnaolyka, távírója és vasúti állomása Izbugyaradvány. A sztropkói uradalomhoz tartozott s az újabb korban a Sennyey s a Horváth bárók, azután a Jekelfalussyak s a Szirmayak voltak a földesurai. A község határában kénes vízforrás s egy fűrészgyár van. A Szirmayak idejéből régi úrilak is áll a faluban. Gör. kath. temploma 1779-ben épült.”
1920 előtt Zemplén vármegye Mezőlaborci járásához tartozott.

## Népessége
| Év:            | 1994. | 2004.   | 2014.    | 2024.    |
| -------------- | ----- | ------- | -------- | -------- |
| Emberek száma: | 276   | 286     | 238      | 205      |
| Eltérés:       |       | +3,62 % | -16,78 % | -13,86 % |

| Év:            | 2023. | 2024.   |
| -------------- | ----- | ------- |
| Emberek száma: | 199   | 205     |
| Eltérés:       |       | +3,01 % |

1910-ben 304, túlnyomórészt ruszin lakosa volt.
2001-ben 285 lakosából 178 ruszin és 82 szlovák volt.
2011-ben 248 lakosából 174 ruszin és 65 szlovák.

## Külső hivatkozások
- Községinfó
- Oroszvágás Szlovákia térképén
- E-obce.sk Archiválva 2008. június 5-i dátummal a Wayback Machine-ben